# Franciszek Latinik
Franciszek Ksawery Latinik (Tarnów, Galicië, Oostenrijk-Hongarije, 17 juli 1864 – Krakau, 29 augustus 1949) was een Pools militair leider.
Latinik was kolonel van de Oostenrijks-Hongaarse infanterie en generaal van het Pools leger.

## Militaire carrière
Oostenrijks-Hongaars leger
- Tweede luitenant (Leutnant): 1885
- Eerste luitenant (Oberleutnant): 1889
- Kapitein (Rittmeister): 1896
- Majoor (Major): 1909
- Luitenant-kolonel (Oberstleutnant): 1911
- Kolonel (Oberst): 1915

Pools leger
- Luitenant-generaal (Generał podporucznik): 1 december 1919
- Generaal-majoor (Generał dywizji): 3 mei 1922

## Decoraties
- Commandeur in de Orde Polonia Restituta (Polen)
- Virtuti Militari (Zilveren Kruis)
- IJzeren Kruis (1e en 2e Klasse)
- Officier in het Legioen van Eer (Frankrijk)
- Grootkruis in de Orde van de Kroon van Roemenië (Roemenië)
- Kruis voor Militaire Verdienste (Oostenrijk-Hongarije)
- Frans Jozef-orde (Oostenrijk-Hongarije)